# Nóvovàrvarovka
Nóvovàrvarovka (en rus: Нововарваровка) és un poble del krai de Primórie, a l'Extrem Orient de Rússia, que en el cens del 2010 tenia 180 habitants. Pertany al districte rural d'Anútxinski.